# Nordrup Kirke (Ringsted Kommune)
 For alternative betydninger, se Nordrup Kirke. (Se også artikler, som begynder med Nordrup Kirke)
Nordrup Kirke også kaldt Nordrupøster Kirke ligger ca. 8 km sydøst for Ringsted. Romansk skib med gotisk langhuskor og tårn. I kirken ses en herskabsstol fra 1865 fra familien Brockenhuus-Schack, Giesegård. Altertavlen er fra ca. 1625. Prædikestolen med lydhimmel er fra ca. 1664 og stammer fra Abel Schrøder den Yngres værksted.

## Eksterne kilder og henvisninger
- Wikimedia Commons har flere filer relateret til Nordrup Kirke (Ringsted Kommune)
- Nordrup Kirke Arkiveret 31. januar 2011 hos  Wayback Machine hos nordenskirker.dk
- Nordrup Kirke hos KortTilKirken.dk
- Nordrup Kirke i bogværket Danmarks Kirker (udg. af Nationalmuseet)